# سیارک ۲۲۷۸۰
سیارک ۲۲۷۸۰ (به انگلیسی: 22780 McAlpine، نامگذاری:1999FS37) بیست و دو هزار و هفتصد و هشتادمین سیارک کشف شده‌است که در ۲۰ مارس ۱۹۹۹ کشف شد.
قدر مطلق سیارک برابر ۸.۹ است.